# Liste von Operetten
Verzeichnis erfolgreicher Operetten:

## A
| Titel                                           | Komponist             | Uraufführung       |
| ----------------------------------------------- | --------------------- | ------------------ |
| Die Abenteuer des Königs Pausole                | Arthur Honegger       | 12. Dezember 1930  |
| Abenteuer im Atlantik                           | Albrecht Nehring      | 2. März 1946       |
| Abschiedswalzer                                 | Ludwig Schmidseder    | 8. September 1949  |
| Adrienne                                        | Walter Wilhelm Goetze | 24. April 1926     |
| Die Afrikareise                                 | Franz von Suppè       | 17. März 1883      |
| Alarm in Point l’Évêque                         | Conny Odd             | 22. November 1958  |
| Alles Kapriolen                                 | Siegfried Köhler      | 31. Dezember 1952  |
| Alles spricht von Charpillon                    | Igo Hofstetter        | 4. Mai 1968        |
| Als ich wiederkam (2. Teil von Im weißen Rössl) | Igor Jussim           | 28. Juni 2008      |
| Alt Wien                                        | Josef Lanner          | 23. Dezember 1911  |
| Ännchen von Tharau                              | Heinrich Strecker     | 20. September 1933 |
| Annemarie                                       | Jean Gilbert          | 2. Juli 1925       |
| Apajune, der Wassermann                         | Karl Millöcker        | 18. Dezember 1880  |
| Arizona Lady                                    | Emmerich Kálmán       | 14. Februar 1954   |
| Der arme Jonathan                               | Karl Millöcker        | 4. Januar 1890     |
| Arschin mal alan                                | Üzeyir Hacıbəyov      | 25. Oktober 1913   |
| Auf Befehl der Kaiserin                         | Bruno Granichstaedten | 20. März 1915      |
| Auf der grünen Wiese                            | Jara Beneš            | 9. Oktober 1936    |
| Auf Flügeln des Gesanges                        | Walter Kollo          | 9. September 1916  |
| Das Autoliebchen                                | Jean Gilbert          | 16. März 1912      |
| Axel an der Himmelstür                          | Ralph Benatzky        | 1. September 1936  |

## B
| Titel                                       | Komponist               | Uraufführung       |
| ------------------------------------------- | ----------------------- | ------------------ |
| Die Bajadere                                | Emmerich Kálmán         | 23. Dezember 1921  |
| Bajazzos Abenteuer                          | Michael Krasznay-Krausz | 22. Dezember 1923  |
| Balkanliebe (Die Gräfin von Durazzo)        | Rudolf Kattnigg         | 22. Dezember 1937  |
| Ball an Bord                                | Walter Bromme           | 1. August 1935     |
| Ball im Savoy                               | Paul Abraham            | 23. Dezember 1932  |
| Die Banditen                                | Jacques Offenbach       | 10. Dezember 1869  |
| Banditenstreiche                            | Franz von Suppè         | 27. April 1867     |
| Barbara                                     | Guido Masanetz          | 7. Juni 1941       |
| Ba-ta-clan                                  | Jacques Offenbach       | 29. Dezember 1855  |
| Beata                                       | Stanisław Moniuszko     | 2. Februar 1872    |
| Die beiden Blinden                          | Jacques Offenbach       | 5. Juli 1855       |
| Berlin, wie es weint – Berlin, wie es lacht | Walter Kollo            | 10. Oktober 1935   |
| Besuch am Abend                             | Willi Kollo             | 1938               |
| Der Bettelstudent                           | Karl Millöcker          | 6. Dezember 1882   |
| Bezauberndes Fräulein                       | Ralph Benatzky          | 24. Mai 1933       |
| Blaubart                                    | Jacques Offenbach       | 5. Februar 1866    |
| Die blaue Mazur                             | Franz Lehár             | 28. Mai 1920       |
| Das blaue Wunder                            | Igo Hofstetter          | 1958               |
| Blitzblaues Blut                            | Walter Kollo            | 6. September 1918  |
| Der blonde Engel                            | Robert Winterberg       | 1921               |
| Der blonde Traum                            | Hugo Hirsch             | 5. März 1925       |
| Der Blondin von Namur                       | Adolf Müller junior     | 15. Oktober 1898   |
| Die Blume von Hawaii                        | Paul Abraham            | 24. Juli 1931      |
| Die Blutrache                               | Heinrich Proch          | 5. Dezember 1846   |
| Boccaccio                                   | Franz von Suppè         | 1. Februar 1879    |
| Bolero                                      | Eberhard Schmidt        | 16. September 1952 |
| Bozena                                      | Oscar Straus            | 16. Mai 1952       |
| Brillanten aus Wien                         | Alexander Steinbrecher  | 1943               |
| Brüderlein fein                             | Leo Fall                | 1. Dezember 1909   |
| Bruder Straubinger                          | Edmund Eysler           | 20. Februar 1903   |
| Bub oder Mädel                              | Bruno Granichstaedten   | 13. November 1908  |
| Bubi Caligula                               | Hanns Jelinek           | 1959               |

## C
| Titel                                      | Komponist             | Uraufführung      |
| ------------------------------------------ | --------------------- | ----------------- |
| Cagliostro in Wien                         | Johann Strauss (Sohn) | 27. Februar 1875  |
| Carneval in Rom                            | Johann Strauss (Sohn) | 1. März 1873      |
| Casanova                                   | Paul Lincke           | 5. November 1913  |
| Casimirs Himmelfahrt                       | Bruno Granichstaedten | 25. Dezember 1911 |
| Cervantes oder Das Spitzentuch der Königin | Johann Strauss (Sohn) | 1. Oktober 1880   |
| Clivia                                     | Nico Dostal           | 23. Dezember 1933 |
| Clo-Clo, später Lolotte                    | Franz Lehár           | 8. März 1924      |
| Cousin Bobby                               | Carl Millöcker        | 1906              |
| Die Csárdásfürstin                         | Emmerich Kálmán       | 13. November 1915 |

## D
| Titel                                   | Komponist                                                                      | Uraufführung       |
| --------------------------------------- | ------------------------------------------------------------------------------ | ------------------ |
| Die Dame in Rot                         | Robert Winterberg                                                              | 16. September 1911 |
| Derfflinger                             | Walter Kollo                                                                   | 17. Februar 1935   |
| The Desert Song                         | Sigmund Romberg                                                                | 30. November 1926  |
| Dichter und Bauer                       | Franz von Suppè                                                                | 24. August 1846    |
| Die oder Keine                          | Ludwig Schmidseder                                                             | 20. März 1939      |
| Doktor Eisenbart                        | Nico Dostal                                                                    | 29. März 1952      |
| Die Dollarprinzessin                    | Leo Fall                                                                       | 2. November 1907   |
| Don Cesar                               | Rudolf Dellinger                                                               | 28. März 1885      |
| Donna Juanita                           | Franz von Suppè                                                                | 21. Februar 1880   |
| Donnerwetter - ganz famos               | Walter Bromme                                                                  | 1926               |
| Das Dorf ohne Glocke                    | Eduard Künneke                                                                 | 5. April 1919      |
| Drei alte Schachteln                    | Walter Kollo                                                                   | 6. Oktober 1917    |
| Drei arme kleine Mädels                 | Walter Kollo                                                                   | 22. April 1927     |
| Drei Männer im Schnee                   | Konrad Koselleck                                                               | 31. Januar 2019    |
| Die drei Kavaliere                      | Heinrich Berté                                                                 | 5. November 1918   |
| Die drei Musketiere                     | Ralph Benatzky                                                                 | 31. August 1929    |
| Die drei Wünsche                        | Carl Michael Ziehrer                                                           | 9. März 1901       |
| Drei Paar Schuhe                        | Jean Gilbert                                                                   | 1915               |
| Drei Walzer                             | Oscar Straus mit Melodien von Johann Strauss (Vater) und Johann Strauss (Sohn) | 5. Oktober 1935    |
| Das Dreimäderlhaus                      | Heinrich Berté (nach Musik von Franz Schubert)                                 | 15. Januar 1916    |
| Der dritte Wunsch                       | Nico Dostal                                                                    | 20. Februar 1954   |
| Dschainah, das Mädchen aus dem Tanzhaus | Paul Abraham                                                                   | 21. Dezember 1935  |
| Die Dubarry                             | Karl Millöcker                                                                 | 14. August 1931    |
| Der dumme August                        | Rudi Gfaller                                                                   | 3. November 1915   |
| Das dumme Herz                          | Carl Michael Ziehrer                                                           | 27. Februar 1914   |

## E
| Titel                    | Komponist             | Uraufführung      |
| ------------------------ | --------------------- | ----------------- |
| Edelweiß                 | Karl Komzák junior    | 28. November 1891 |
| Ein Ehemann vor der Tür  | Jacques Offenbach     | 22. Juni 1859     |
| Endlich allein           | Franz Lehár           | 10. Februar 1914  |
| Ein Engel namens Schmitt | Just Scheu            | 13. November 1953 |
| Der erste Kuss           | Ludwig Rochlitzer     | 31. Januar 1914   |
| Eva                      | Franz Lehár           | 24. November 1911 |
| Evelyne                  | Bruno Granichstaedten | 6. Jänner 1928    |
| Der ewige Walzer         | Heinrich Strecker     | 5. Februar 1938   |
| Extrablätter             | Nico Dostal           | 1937              |

## F
| Titel                             | Komponist             | Uraufführung       |
| --------------------------------- | --------------------- | ------------------ |
| Das Farmermädchen                 | Georg Jarno           | 22. März 1913      |
| Die Faschingsfee                  | Emmerich Kálmán       | 21. September 1917 |
| Fatinitza                         | Franz von Suppè       | 5. Januar 1876     |
| Der Feldprediger                  | Carl Millöcker        | 31. Oktober 1884   |
| Fesche Geister                    | Carl Michael Ziehrer  | 7. Juli 1905       |
| Feuerwerk                         | Paul Burkhard         | 16. Mai 1950       |
| Der feurige Elias                 | Rudi Gfaller          | 27. Juli 1963      |
| Der fidele Bauer                  | Leo Fall              | 27. Juli 1907      |
| La Fille de Madame Angot          | Charles Lecocq        | 4. Dezember 1872   |
| Filmzauber                        | Walter Kollo          | 19. Oktober 1912   |
| The Firebrand of Florence         | Kurt Weill            | 22. März 1944      |
| Die Fledermaus                    | Johann Strauss (Sohn) | 5. April 1874      |
| Flotte Bursche                    | Franz von Suppè       | 18. April 1863     |
| Die Flucht ins Glück              | Nico Dostal           | 22. Dezember 1940  |
| Die Försterchristl                | Georg Jarno           | 17. Dezember 1907  |
| Fortunios Lied                    | Jacques Offenbach     | 5. Januar 1861     |
| Frasquita                         | Franz Lehár           | 12. Mai 1922       |
| Eine Frau, die weiß, was sie will | Oscar Straus          | 1. September 1932  |
| Die Frau im Hermelin              | Jean Gilbert          | 23. August 1919    |
| Die Frau Meisterin                | Franz von Suppè       | 20. Januar 1868    |
| Der Frauenfresser                 | Edmund Eysler         | 23. Dezember 1911  |
| Die Frau ohne Kuß                 | Walter Kollo          | 6. Juli 1924       |
| Fräulein Mama                     | Hugo Hirsch           | 1928               |
| Fräulein Puck                     | Walter Kollo          | 25. Juni 1919      |
| Frauen haben das gern             | Walter Kollo          | 4. Juni 1931       |
| Frauen im Metropol                | Ludwig Schmidseder    | 27. September 1940 |
| Frau Luna                         | Paul Lincke           | 31. Dezember 1899  |
| Der Frechling                     | Charles Weinberger    | 21. Dezember 1912  |
| Der Fremdenführer                 | Carl Michael Ziehrer  | 30. April 1943     |
| Friederike                        | Franz Lehár           | 4. Oktober 1928    |
| Frühjahrsparade                   | Robert Stolz          | 25. März 1964      |
| Frühlingsluft                     | Josef Strauss         | 9. Mai 1903        |
| Fürst Casimir                     | Carl Michael Ziehrer  | 13. September 1913 |
| Der Fürst von Pappenheim          | Hugo Hirsch           | 16. Februar 1923   |
| Das Fürstenkind                   | Franz Lehár           | 7. Oktober 1909    |

## G
| Titel                                   | Komponist                | Uraufführung       |
| --------------------------------------- | ------------------------ | ------------------ |
| Gasparone                               | Karl Millöcker           | 26. Januar 1884    |
| Der gefährliche Sprung                  | Heinrich Proch           | 5. Jänner 1849     |
| Die geschiedene Frau                    | Leo Fall                 | 23. Dezember 1908  |
| Die Geisha                              | Sidney Jones             | 25. April 1896     |
| Der geizige Verschwender                | Richard Fall             | 24. Februar 1922   |
| Geliebte Manuela                        | Fred Raymond             | 12. Juli 1951      |
| General Gogo                            | Adolf Müller junior      | 1. Februar 1896    |
| Das Gespenst in der Spinnstube          | Adolf Müller junior      | 1870               |
| Giroflé-Girofla                         | Alexandre Charles Lecocq | 21. März 1874      |
| Giuditta                                | Franz Lehár              | 20. Januar 1934    |
| Glückliche Reise                        | Eduard Künneke           | 23. November 1932  |
| Die goldene Mühle                       | Leon Jessel              | 29. Oktober 1936   |
| Der goldene Pierrot                     | Walter Wilhelm Goetze    | 31. März 1934      |
| Goldmädel                               | Ludwig Rochlitzer        | 1921               |
| Die gold’ne Meisterin                   | Edmund Eysler            | 13. September 1927 |
| The Gondoliers or The King of Barataria | Arthur Sullivan          | 7. Dezember 1889   |
| Der Göttergatte                         | Franz Lehár              | 20. Januar 1904    |
| Der Graf von Luxemburg                  | Franz Lehár              | 12. November 1909  |
| Gräfin Dubarry                          | Karl Millöcker           | 31. Oktober 1879   |
| Gräfin Mariza                           | Emmerich Kálmán          | 28. Februar 1924   |
| Grigri                                  | Paul Lincke              | 25. März 1911      |
| Große Rosinen                           | Walter Kollo             | 31. Dezember 1911  |
| Der große Tenor                         | Charles Kálmán           | 8. Januar 1955     |
| Der Großherzog                          | Arthur Sullivan          | 7. März 1896       |
| Die Großherzogin von Gerolstein         | Jacques Offenbach        | 12. April 1867     |
| Grüezi (Der wilde Mann)                 | Robert Stolz             | 3. November 1934   |
| Grüss Gott! Grüss Gott! (Grüezi)        | Robert Stolz             | 3. November 1934   |
| Der Günstling der Zarin                 | Robert Winterberg        | 1926               |

## H
| Titel                            | Komponist                | Uraufführung       |
| -------------------------------- | ------------------------ | ------------------ |
| Hallo! Ist das die Liebe?        | Robert Stolz             | 1958               |
| Halsband der Königin             | Edmund Nick              | 1. Dezember 1948   |
| Häuptling Abendwind              | Jacques Offenbach        | 1. Februar 1862    |
| Heimkehr nach Mittenwald         | Ludwig Schmidseder       | 1942               |
| Heirat nicht ausgeschlossen!     | Walter Kollo             | 4. Januar 1935     |
| Herbstliches Lied                | Igo Hofstetter           | 1953               |
| Herz über Bord                   | Eduard Künneke           | 30. März 1935      |
| Herzen im Schnee                 | Ralph Benatzky           | 19. Dezember 1936  |
| Die Herzogin von Chicago         | Emmerich Kálmán          | 5. April 1928      |
| Der kleine Herzog (Le petit duc) | Alexandre Charles Lecocq | 25. Januar 1878    |
| Die Hexe von Boisy               | Ivan Zajc                | 24. April 1866     |
| Himmelblaue Träume (Grüezi)      | Robert Stolz             | 3. November 1934   |
| H.M.S. Pinafore                  | Arthur Sullivan          | 25. Mai 1878       |
| Hochzeit in Samarkand            | Eduard Künneke           | 14. Februar 1938   |
| Hochzeitsnacht im Paradies       | Friedrich Schröder       | 24. September 1942 |
| Hofball in Schönbrunn            | August Pepöck            | 3. September 1937  |
| Der Hofnarr                      | Adolf Müller junior      | 20. November 1886  |
| Hoheit tanzt Walzer              | Leo Ascher               | 24. Februar 1912   |
| Das Hollandweibchen              | Emmerich Kálmán          | 30. Januar 1920    |
| Hopsa                            | Paul Burkhard            | 30. November 1935  |
| Die Hotelratte                   | Walter Bromme            | 1927               |

## I
| Titel                          | Komponist              | Uraufführung       |
| ------------------------------ | ---------------------- | ------------------ |
| Ich bin in meine Frau verliebt | Walter und Willi Kollo | 1942               |
| Die ideale Gattin              | Franz Lehár            | 11. Oktober 1913   |
| Die ideale Geliebte            | Gerhard Winkler        | 1957               |
| Ihr erster Walzer              | Oscar Straus           | 6. November 1948   |
| Ihre Hoheit die Tänzerin       | Walter Wilhelm Goetze  | 8. Mai 1919        |
| Im Reiche des Indra            | Paul Lincke            | 18. Dezember 1899  |
| Im weißen Rößl                 | Ralph Benatzky         | 8. November 1930   |
| In Frisco ist der Teufel los   | Guido Masanetz         | 23. März 1962      |
| Inkognito                      | Rudolph Nelson         | 1918               |
| Indigo und die 40 Räuber       | Johann Strauss         | 10. Februar 1871   |
| Insel der Träume               | Hans-Martin Majewski   | 12. Mai 1938       |
| Die Insel Tulipatan            | Jacques Offenbach      | 30. September 1868 |

## J
| Titel                  | Komponist    | Uraufführung      |
| ---------------------- | ------------ | ----------------- |
| Jettchen Gebert        | Walter Kollo | 22. Dezember 1928 |
| Julia                  | Paul Abraham | 23. Dezember 1937 |
| Der Junge auf dem Boot | Ivan Zajc    | 1863              |
| Der Juxbaron           | Walter Kollo | 14. November 1913 |
| Die Juxheirat          | Franz Lehár  | 21. Dezember 1904 |

## K
| Titel                       | Komponist             | Uraufführung      |
| --------------------------- | --------------------- | ----------------- |
| Ein Kaiser ist verliebt     | Walter Kollo          | 22. August 1935   |
| Das Kaiserliebchen          | Emil Berté            | 4. Januar 1930    |
| Die Kaiserin (Fürstenliebe) | Leo Fall              | 16. Oktober 1915  |
| Kaiserin Katharina          | Rudolf Kattnigg       | 3. Februar 1937   |
| Karneval in Rom             | Johann Strauss (Sohn) | 1. März 1873      |
| Die keusche Susanne         | Jean Gilbert          | 26. Februar 1910  |
| Klein Dorrit                | Eduard Künneke        | 1933              |
| Das kleine Hofkonzert       | Edmund Nick           | 19. November 1935 |
| Die kleine Parfümerie       | Willi Kollo           | 1958              |
| Der kleine Prinz            | Adolf Müller junior   | 1882              |
| Kleiner Schwindel in Paris  | Robert Stolz          | 31. Dezember 1956 |
| Die Kinokönigin             | Jean Gilbert          | 8. März 1913      |
| Kinopuppe                   | Walter Bromme         | 1917              |
| Die Königin der Nacht       | Walter Kollo          | 2. September 1921 |
| Königin einer Nacht         | Will Meisel           | 13. November 1943 |
| Der Königsgardist           | Arthur Sullivan       | 7. Dezember 1889  |
| Des Königs Nachbarin        | Leon Jessel           | 15. April 1923    |
| Die Kreolin                 | Jacques Offenbach     | 3. November 1875  |
| Der Kuhhandel               | Kurt Weill            | 28. Juni 1935     |
| Künstlerblut                | Edmund Eysler         | 20. Oktober 1906  |

## L
| Titel                                              | Komponist                 | Uraufführung       |
| -------------------------------------------------- | ------------------------- | ------------------ |
| Der lachende Ehemann                               | Edmund Eysler             | 19. März 1913      |
| Lady Charlatan                                     | Adolf Müller junior       | 1894               |
| Lady Hamilton                                      | Eduard Künneke            | 25. September 1926 |
| Lamparilla                                         | Francisco Asenjo Barbieri | 19. Dezember 1874  |
| Das Land des Lächelns                              | Franz Lehár               | 10. Oktober 1929   |
| Die Landstreicher                                  | Carl Michael Ziehrer      | 26. Juli 1899      |
| Lauf ins Glück                                     | Fred Raymond              | 1934               |
| Der Lebemann                                       | Alfred Grünfeld           | 1903               |
| Leichte Kavallerie                                 | Franz von Suppè           | 24. März 1866      |
| Der letzte Kuß                                     | Robert Winterberg         | 1925               |
| Der letzte Walzer                                  | Oscar Straus              | 12. Februar 1920   |
| Liebchen am Dach                                   | Peter Stojanovits         | 19. Mai 1917       |
| Der liebe Augustin                                 | Leo Fall                  | 3. Februar 1912    |
| Liebe im Dreiklang                                 | Walter Wilhelm Goetze     | 15. November 1950  |
| Liebe im Schnee                                    | Ralph Benatzky            | 2. Dezember 1916   |
| Liebe in der Lerchengasse                          | Arno Vetterling           | 31. Dezember 1936  |
| Lieber reich - aber glücklich                      | Walter Kollo              | 3. November 1933   |
| Liebesheirat                                       | Ludwig Rochlitzer         |                    |
| Der Liebeshof                                      | Adolf Müller junior       | 14. November 1888  |
| Lieschen und Fritzchen                             | Jacques Offenbach         | 12. Juli 1863      |
| Der lila Domino                                    | Charles Cuvillier         | 3. Februar 1912    |
| Linzer Torte                                       | Ludwig Schmidseder        | 1944               |
| Lisa, benimm dich                                  | Hans Lang                 | 21. März 1939      |
| Liselott’ von der Pfalz                            | Eduard Künneke            | 17. Februar 1932   |
| Die lockende Flamme                                | Eduard Künneke            | 25. Dezember 1933  |
| Lohengelb, oder Die Jungfrau von Dragant (Tragant) | Franz von Suppè           | 23. Juli 1870      |
| Lolotte                                            | Bruno Granichstaedten     | 30. Juli 1910      |
| Der lustige Krieg                                  | Johann Strauss (Sohn)     | 25. November 1881  |
| Die lustige Witwe                                  | Franz Lehár               | 28. Dezember 1905  |
| Die lustigen Nibelungen                            | Oscar Straus              | 12. November 1904  |
| Lysistrata                                         | Paul Lincke               | 31. März 1902      |

## M
| Titel                                        | Komponist                             | Uraufführung       |
| -------------------------------------------- | ------------------------------------- | ------------------ |
| Madame Favart                                | Jacques Offenbach                     | 28. Dezember 1878  |
| Madame Flirt                                 | Walter Bromme                         | 15. April 1922     |
| Madame Pompadour                             | Leo Fall                              | 9. September 1922  |
| Madame Sherry                                | Hugo Felix                            | 1902               |
| Mädchenmarkt                                 | Viktor Jacobi                         | 14. November 1911  |
| Mädi                                         | Robert Stolz                          | 1. April 1923      |
| Märchen im Grand Hotel                       | Paul Abraham                          | 29. März 1934      |
| Ein Märchen aus Florenz                      | Ralph Benatzky                        | 14. September 1923 |
| Majestät läßt bitten                         | Walter Kollo                          | 5. April 1930      |
| Mamzelle Nitouche                            | Hervé                                 | 26. Januar 1883    |
| Die Mandelblüte                              | Guido Masanetz                        | 1948               |
| Manina                                       | Nico Dostal                           | 28. November 1942  |
| Man soll keine Briefe schreiben!             | Walter Bromme                         | 1941               |
| Der Mann mit dem Zylinder                    | Just Scheu                            | 12. April 1950     |
| Mannschaft an Bord                           | Ivan Zajc                             | 1865               |
| Marietta                                     | Walter Kollo                          | 22. Dezember 1923  |
| Die Marine-Gustl                             | Georg Jarno                           | 22. März 1912      |
| Mascottchen                                  | Walter Bromme                         | 1921               |
| La Mascotte (Der Glücksengel)                | Edmond Audran                         | 28. Dezember 1880  |
| Maske in Blau                                | Fred Raymond                          | 27. September 1937 |
| Des Matrosen Heimkehr                        | Franz von Suppè                       | 4. Mai 1885        |
| Mäuschen                                     | Walter Bromme                         | 1917               |
| Meine Freundin Barbara                       | Willi Kollo                           | 1937               |
| Mein Freund Bunbury                          | Gerd Natschinski                      | 2. Oktober 1964    |
| Meine Schwester und ich                      | Ralph Benatzky                        | 29. März 1930      |
| Melodie der Nacht                            | Ludwig Schmidseder                    | 1938               |
| Mesdames de la Halle                         | Jacques Offenbach                     | 3. März 1858       |
| Messeschlager Gisela                         | Gerd Natschinski                      | 1960               |
| Der Mikado                                   | Arthur Sullivan                       | 14. März 1885      |
| Die Millionenbraut                           | Heinrich Berté                        | 3. April 1904      |
| Der Millionenonkel                           | Adolf Müller junior                   | 5. November 1892   |
| Miss Amerika                                 | Walter Bromme                         | 1926               |
| Miß Dudelsack                                | Rudolf Nelson                         | 3. August 1909     |
| Miss Helyett                                 | Edmond Audran                         | 1890               |
| Das Modell                                   | Franz von Suppè                       | 4. Oktober 1895    |
| Die moderne Eva                              | Jean Gilbert                          | 11. November 1911  |
| Monika                                       | Nico Dostal                           | 3. Oktober 1937    |
| Monsieur Troulala                            | Hugo Hirsch                           | 1925               |
| Ein Morgen, ein Mittag und ein Abend in Wien | Franz von Suppè                       | 26. Februar 1844   |
| Moskau, Tscherjomuschki                      | Dmitri Dmitrijewitsch Schostakowitsch | 24. Januar 1959    |
| Les Mousquetaires au couvent                 | Louis Varney                          | 16. März 1880      |
| Der Multimillionär                           | Carl Fischer-Bernauer                 |                    |
| Der Musikfeind                               | Richard Genée                         | 8. Februar 1862    |
| Die Musterweiber                             | Franz Wickenhauser                    | 1911               |
| My Fair Lady                                 | Frederick Loewe                       | 15. März 1956      |
| My Lady Molly                                | Sidney Jones                          | 1902               |

## N
| Titel                                | Komponist             | Uraufführung       |
| ------------------------------------ | --------------------- | ------------------ |
| Eine Nacht im Paradiese              | Walter Bromme         | 30. April 1920     |
| Eine Nacht in Venedig                | Johann Strauss (Sohn) | 3. Oktober 1883    |
| Nächte in Shanghai                   | Friedrich Schröder    | 12. Februar 1947   |
| Die Nachtigall                       | Hans Scharanza        | 31. Dezember 1947  |
| Der Nachtschnellzug                  | Leo Fall              | 20. Dezember 1913  |
| Nanon, die Wirthin vom Goldenen Lamm | Richard Genée         | 10. März 1877      |
| No, No, Nanette                      | Vincent Youmans       | 16. September 1925 |
| Nur Du                               | Walter Kollo          | 23. Dezember 1926  |

## O
| Titel                    | Komponist             | Uraufführung      |
| ------------------------ | --------------------- | ----------------- |
| Der Obersteiger          | Carl Zeller           | 5. Januar 1894    |
| Die offizielle Frau      | Robert Winterberg     | 1925              |
| Olly Polly               | Walter Kollo          | 3. September 1925 |
| Der Opernball            | Richard Heuberger     | 5. Januar 1898    |
| Der Orlow                | Bruno Granichstaedten | 3. April 1925     |
| Orpheus in der Unterwelt | Jacques Offenbach     | 21. Oktober 1858  |
| Orpheus                  | Reiner Bredemeyer     | 5. Juni 1970      |

## P
| Titel                          | Komponist             | Uraufführung       |
| ------------------------------ | --------------------- | ------------------ |
| Paganini                       | Franz Lehár           | 30. Oktober 1925   |
| Pariser Leben                  | Jacques Offenbach     | 31. Oktober 1866   |
| Parkettsitz N° 10              | Walter Wilhelm Goetze | 24. September 1911 |
| Patience oder Bunthornes Braut | Arthur Sullivan       | 23. April 1881     |
| Paul Bunyan                    | Benjamin Britten      | 5. Mai 1941        |
| Paula macht alles              | Rudolf Raimann        | 23. März 1909      |
| Das Pensionat                  | Franz von Suppè       | 24. November 1860  |
| La Périchole                   | Jacques Offenbach     | 6. Oktober 1868    |
| Die Perle von Tokay            | Fred Raymond          | 7. Februar 1941    |
| Die Perlen der Cleopatra       | Oscar Straus          | 17. November 1923  |
| Pfälzer Musikanten             | Hans Striehl          | 1. März 1956       |
| Pique Dame                     | Franz von Suppè       | 22. Juni 1864      |
| Die Piraten von Penzance       | Arthur Sullivan       | 31. Dezember 1879  |
| Polenblut                      | Oskar Nedbal          | 25. Oktober 1913   |
| Polnische Hochzeit             | Joseph Beer           | 3. April 1937      |
| Polnische Wirtschaft           | Jean Gilbert          | 6. August 1910     |
| Le pont des soupirs            | Jacques Offenbach     | 23. März 1861      |
| Premiere in Mailand            | Gerhard Winkler       | 12. Februar 1950   |
| Prinz von Thule                | Rudolf Kattnigg       | 13. Dezember 1936  |
| Prinzenliebe                   | Walter Bromme         | 1919               |
| Prinz Methusalem               | Johann Strauss (Sohn) | 3. Januar 1877     |
| Prinzessin Nofretete           | Nico Dostal           | 12. September 1936 |
| Die Prinzessin von Trapezunt   | Jacques Offenbach     | 31. Juli 1869      |
| Pufferl                        | Edmund Eysler         | 10. Februar 1905   |
| La poupée (Die Puppe)          | Edmond Audran         | 21. Oktober 1896   |
| Das Puppenmädel                | Leo Fall              | 4. November 1910   |

## R
| Titel                   | Komponist          | Uraufführung      |
| ----------------------- | ------------------ | ----------------- |
| Der Rastelbinder        | Franz Lehár        | 20. Dezember 1902 |
| Die Reise nach Budapest | Guido Masanetz     | 28. November 1942 |
| Der Reiter der Kaiserin | August Pepöck      | 30. April 1941    |
| Ritter Blaubart         | Jacques Offenbach  | 5. Februar 1866   |
| Der Rodelzigeuner       | Josef Snaga        | 1910              |
| Die romantische Frau    | Charles Weinberger | 1910              |
| La rondine              | Giacomo Puccini    | 27. März 1917     |
| Rose-Marie              | Rudolf Friml       | 2. September 1924 |
| Die Rose von Stambul    | Leo Fall           | 2. Dezember 1916  |
| Roulette der Herzen     | Igo Hofstetter     | 14. November 1964 |
| Roxy und ihr Wunderteam | Paul Abraham       | 25. März 1937     |
| Ruddigore               | Arthur Sullivan    | 22. Januar 1887   |
| Rund um die Liebe       | Oscar Straus       | 9. November 1914  |

## S
| Titel                          | Komponist               | Uraufführung       |
| ------------------------------ | ----------------------- | ------------------ |
| Der Sackpfeifer                | Carl Millöcker          | 19. September 2015 |
| Saison in Salzburg             | Fred Raymond            | 31. Dezember 1938  |
| Schach dem Boss                | Igo Hofstetter          | 22. Juni 1979      |
| Schäm’ dich, Lotte!            | Walter Bromme           | 1921               |
| Die Scheidungsreise            | Hugo Hirsch             | 1918               |
| Schminke                       | Willi Kollo             | 1935               |
| Schön ist die Welt             | Franz Lehár             | 3. Dezember 1930   |
| Die schöne Carlotti            | Willy Czernik           | Oktober 1943       |
| Die schöne Galathée            | Franz von Suppè         | 9. September 1865  |
| Die schöne Helena              | Jacques Offenbach       | 17. Dezember 1864  |
| Die schöne Saskia              | Oskar Nedbal            | 16. November 1917  |
| Die schöne Unbekannte          | Oscar Straus            | 15. Januar 1915    |
| Die Schönste der Frauen        | Walter Bromme           | 1923               |
| Die Schützenliesel             | Edmund Eysler           | 7. Oktober 1905    |
| Schwalbenhochzeit              | Leon Jessel             | 28. Januar 1921    |
| Schwarzwaldmädel               | Leon Jessel             | 25. August 1917    |
| Der Seekadett                  | Richard Genée           | 24. Oktober 1876   |
| Der selige Balduin             | Walter Kollo            | 31. März 1916      |
| Sensation in London            | Herbert Kawan           | 13. Dezember 1957  |
| Servus Peter                   | Gerd Natschinski        | 1961               |
| Servus! Servus! (Grüezi)       | Robert Stolz            | 3. November 1934   |
| Die Seufzerbrücke              | Jacques Offenbach       | 23. März 1861      |
| Shulamith                      | Ede Donáth              | 1899               |
| Die Sirene                     | Leo Fall                | 5. Januar 1911     |
| Sissy                          | Fritz Kreisler          | 23. Dezember 1932  |
| Eine Sommernacht               | Robert Stolz            | 23. Dezember 1921  |
| So wird’s gemacht              | Walter Kollo            | Dezember 1912      |
| Das Sperrsechserl              | Robert Stolz            | 1. April 1920      |
| Spiegel, das Kätzchen          | Paul Burkhard           | 20. November 1956  |
| Spiel’ nicht mit der Liebe     | Walter Bromme           | 4. Oktober 1934    |
| Das Spitzentuch der Königin    | Johann Strauss (Sohn)   | 1. Oktober 1880    |
| The Student Prince             | Sigmund Romberg         | 2. Dezember 1924   |
| Die stumme Serenade            | Erich Wolfgang Korngold | 10. November 1954  |
| Sterne, die wieder leuchten    | Walter Kollo            | 6. September 1918  |
| Die Strohwitwe                 | Leo Blech               | 16. Juni 1920      |
| Das süße Mädel                 | Heinrich Reinhardt      | 25. Oktober 1901   |
| Der süßeste Schwindel der Welt | Robert Stolz            | 21. Dezember 1937  |

## T
| Titel                         | Komponist                  | Uraufführung       |
| ----------------------------- | -------------------------- | ------------------ |
| Der Tanz ins Glück            | Robert Stolz               | 23. Dezember 1920  |
| Die tanzende Prinzessin       | Walter Kollo               | 15. April 1924     |
| Die Tänzerin Fanny Elßler     | nach Johann Strauss (Sohn) | 22. Dezember 1934  |
| Die Tanzgräfin                | Robert Stolz               | 18. Februar 1921   |
| Der tapfere Soldat            | Oscar Straus               | 14. November 1908  |
| Tausend und eine Nacht        | Johann Strauss (Sohn)      | 15. Juni 1906      |
| Tausend süße Beinchen         | Walter Bromme              | 1925               |
| Die Teeblume                  | Alexandre Charles Lecocq   | 10. April 1868     |
| Der Tenor der Herzogin        | Eduard Künneke             | 8. Februar 1930    |
| Die Teresina                  | Oscar Straus               | 11. September 1925 |
| Der Teufel auf Erden          | Franz von Suppè            | 5. Januar 1878     |
| Der Teufelsreiter             | Emmerich Kálmán            | 10. März 1932      |
| Tic-Tac                       | Paul Burkhard              | 29. März 1947      |
| Die Tochter des Tambourmajors | Jacques Offenbach          | 13. Dezember 1879  |
| Die tolle Lola                | Hugo Hirsch                | 1919               |
| Totos Schloss                 | Jacques Offenbach          | 6. Mai 1868        |
| Trial by Jury                 | Arthur Sullivan            | 25. März 1875      |

## U
| Titel                   | Komponist     | Uraufführung     |
| ----------------------- | ------------- | ---------------- |
| Die ungarische Hochzeit | Nico Dostal   | 4. Februar 1939  |
| Der unsterbliche Lump   | Edmund Eysler | 15. Oktober 1910 |

## V
| Titel                         | Komponist                   | Uraufführung       |
| ----------------------------- | --------------------------- | ------------------ |
| The Vagabond King             | Rudolf Friml                | 21. September 1925 |
| Das Veilchenmädel             | Joseph Hellmesberger junior | 27. Februar 1904   |
| Das Veilchen vom Montmartre   | Emmerich Kálmán             | 21. März 1930      |
| Venus in Seide                | Robert Stolz                | 10. Dezember 1932  |
| Die Verlobung bei der Laterne | Jacques Offenbach           | 10. Oktober 1857   |
| Le Verfügbar aux Enfers       | Germaine Tillion            | 2. Juni 2007       |
| Der verjüngte Adolar          | Walter Kollo                | 4. Oktober 1920    |
| Die verwandelte Katze         | Jacques Offenbach           | 19. April 1858     |
| Das verwunschene Schloss      | Karl Millöcker              | 23. März 1878      |
| Der Vetter aus Dingsda        | Eduard Künneke              | 15. April 1921     |
| Die Vielgeliebte              | Nico Dostal                 | 23. Dezember 1934  |
| Viktoria und ihr Husar        | Paul Abraham                | 7. Juli 1930       |
| Der Vogelhändler              | Carl Zeller                 | 10. Januar 1891    |

## W
| Titel                            | Komponist              | Uraufführung     |
| -------------------------------- | ---------------------- | ---------------- |
| Waldmeister                      | Johann Strauss         | 4. Dezember 1895 |
| Ein Walzer für dich              | Will Meisel            | 12. August 1934  |
| Der Walzerkongress               | Franz Zelwecker        | 15. Juni 1968    |
| Ein Walzertraum                  | Oscar Straus           | 2. März 1907     |
| Wenn die kleinen Veilchen blühen | Robert Stolz           | 1. April 1932    |
| Wenn nicht jene, dann eben diese | Üzeyir Hacıbəyov       | 25. April 1911   |
| Wenn zwei Hochzeit machen        | Walter Kollo           | 23. Oktober 1915 |
| Wie einst im Mai                 | Walter und Willi Kollo | 4. Oktober 1913  |
| Wiener Blut                      | Johann Strauss (Sohn)  | 25. Oktober 1899 |
| Wiener Kinder                    | Carl Michael Ziehrer   | 19. Februar 1881 |
| Wir reisen um die Welt           | Charles Kálmán         | 8. Januar 1955   |
| Wo die Lerche singt              | Franz Lehár            | 1. Februar 1918  |

## Y
| Titel                   | Komponist            | Uraufführung    |
| ----------------------- | -------------------- | --------------- |
| The Yeomen of the Guard | Gilbert und Sullivan | 3. Oktober 1888 |

## Z
| Titel                          | Komponist             | Uraufführung       |
| ------------------------------ | --------------------- | ------------------ |
| Der Zarewitsch                 | Franz Lehár           | 21. Februar 1927   |
| Die Zaubergeige                | Jacques Offenbach     | 31. August 1855    |
| Zehn Mädchen und kein Mann     | Franz von Suppè       | 25. Oktober 1862   |
| Der Zigeunerbaron              | Johann Strauss (Sohn) | 24. Oktober 1885   |
| Zeltinger Himmelreich          | Werner Stamm          | 5. Januar 1955     |
| Zigeunerliebe                  | Franz Lehár           | 8. Januar 1910     |
| Der Zigeunerprimas             | Emmerich Kálmán       | 11. Oktober 1912   |
| Zierpuppen                     | Anselm Götzl          | 15. November 1905  |
| Zirkusblut                     | Nico Dostal           | 22. April 1950     |
| Die Zirkusprinzessin           | Emmerich Kálmán       | 26. März 1926      |
| Zwei Herzen im Dreivierteltakt | Robert Stolz          | 30. September 1933 |
| Zweiter und dritter Stock      | Heinrich Proch        | 5. Oktober 1847    |